# ベイルート・トラム
ベイルート・トラム（英: Beirut Tramway）は、かつてレバノン共和国の首都ベイルートで運行されていたトラムである。
20世紀初頭から半ばにかけて、ベイルート市内では公共交通機関であるトラムが運行継続されていた。
近代では自動車が広く普及したように、オスマン帝国支配下のもと最初のトラム軌道が開発されており、フランス統治下である1960年代まで運行を継続していた。
混雑とベイルート・メトロポリタン地域での車の爆発的増加に起因する深刻な交通渋滞による課題に対して、トラムが有効な解決策として計画されている。

## 歴史
ベイルートのトラム・システムは、1908年4月に開業しており、1965年9月まで運行されていた。
1931年のベイルート・トラム黄金時代には、ベイルート中心地の周辺12キロメートルをトラムがカバーしていた。
自動車がより広く普及したため、1968年9月にトラムが完全廃止されるまで、多数の車のために車道を譲るべく、トラム軌道が全て撤去されている。